# ビューティフル歌謡曲
『ビューティフル歌謡曲』（ビューティフルかようきょく）は、2011年10月5日から2013年3月27日まで、水曜日の24:00 - 24:30にラジオ大阪で放送されていたラジオ番組である。

## 概要
歌謡曲をこよなく愛するスナックのママ・和恵が歌謡曲を紹介していく番組。番組収録は、実際に新宿ゴールデン街に存在するスナック「夜間飛行」で収録されている。
この番組をきっかけに、2012年10月、『ビューティフル歌謡曲 〜歌とドラマで綴る男と女の恋模様〜』という、歌謡曲コンピレーション・アルバムを発売。

## パーソナリティ
- ギャランティーク和恵（新宿ゴールデン街・Snack「夜間飛行」オーナー）
- 稲葉さゆり（アルバイト見習い）

## コーナー
- 和恵ママのギャランティーク人生相談
- 稲葉さゆり昭和歌謡歌手への道
- 稲葉さゆりのお薦めアニメソング（さゆりセレクション）